# Bent Faurschou-Hviid

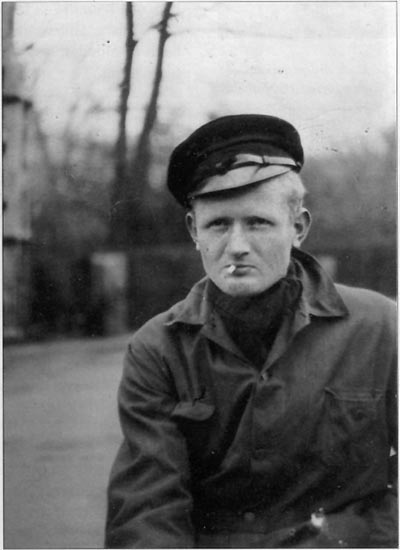
Bent Faurschou Hviid, 1944

Bent Faurschou Hviid (* 7. Januar 1921 in Asserbo, Seeland (Dänemark); † 18. Oktober 1944 in Gentofte) war ein dänischer Widerstandskämpfer im Zweiten Weltkrieg, der unter dem Decknamen Flamme arbeitete. Er war Mitglied der Gruppe Holger Danske und operierte gemeinsam mit seinem Freund Jørgen Haagen Schmith, genannt Citronen.
Bent Faurschou Hviid stammte von Nord-Seeland, wo seine Familie ein Hotel besaß. Als er sich in den 1930er Jahren für seine Ausbildung in Deutschland aufhielt, lernte er nicht nur die Verhältnisse im NS-Staat Deutschland, sondern auch eine Gruppe von Antifaschisten kennen, was ihn zu einem Gegner von Hitler und der Ideologie der Nationalsozialisten werden ließ. 1943 schloss er sich einer dänischen Widerstandsgruppe in Holbæk an, die Flugblätter herstellte und Sabotage beging. Noch im selben Jahr zog er nach Kopenhagen und wurde in der Widerstandsgruppe Holger Danske aktiv, wo er auch seinen Decknamen Flamme erhielt, als beim Färben seines blonden Haares unbeabsichtigt ein flammenroter Farbton das Ergebnis war.
Im Dezember 1943 wurde sein enger Freund und Leiter der Holger-Danske-Gruppe, Svend Otto „John“ Nielsen, bei den Deutschen denunziert, verhaftet, und von der Gestapo gefoltert und umgebracht. Flamme begann daraufhin in Zusammenarbeit mit Citronen Personen zu liquidieren, die als Denunzianten galten. Die beiden töteten gemeinsam elf Personen, sowohl Deutsche als auch dänische Unterstützer der Besatzungsmacht. Bent Faurschou Hviid wurde zur meistgesuchten Person in Dänemark.
Gegen 22 Uhr am Abend des 18. Oktober 1944 befand sich Flamme bei der Familie Bomhoff in Gentofte, als das Haus von der Gestapo umstellt wurde. Bent Faurschou Hviid war unbewaffnet und hatte keine Möglichkeit zur Flucht. Er stieg in die erste Etage und vergiftete sich mit Zyankali, um der Gestapo nicht lebend in die Hände zu fallen.
Die Begebenheiten um Flamme und Citronen wurden 2007/08 in dem Film Tage des Zorns mit Thure Lindhardt in der Rolle des Bent Faurschou Hviid verfilmt.
Der Flammen Fjord im Peary Land im Norden Grönlands wurde durch Eigil Knuth nach Bent Faurschou Hviid benannt.